# Unafilm
Unafilm est une société de production cinématographique allemande.

## Histoire
Créée en 2004 par Titus Kreyenberg, l'entreprise Unafilm est implantée à Cologne et Berlin.
unafilm est membre de l'association de producteurs Ateliers du Cinéma Européen (ACE),, du  Filmbüro NW e.V., de la Deutschen Filmakademie et de l'Académie européenne du cinéma.
L'entreprise est aussi bien présente sur le marché allemand que sur la scène internationale, produisant des fictions et des films documentaires.
Les productions de unafilm  sont exploitées sur le territoire national et international et sont montrées dans des festivals tels que Cannes, la Berlinale, Toronto (TIFF), Amsterdam (IDFA), Saint-Sébastien, le DOK Leipzig et le festival Diagonale,.

## Productions
2015
Until I Lose My Breath - fiction d'Emine Emel Balci
2014
Al-Wadi (The Valley) - fiction de Ghassan Salhab
Los Hongos - fiction d'Oscar Ruiz Navia
A Blast - fiction de Syllas Tzoumerkas
Les Ponts de Sarajevo (Bridges of Sarajevo) - fiction d'Aida Begic, Isild Le Besco, Leonardo di Costanzo, Jean-Luc Godard, Kamen Kalev, Sergei Loznitsa, Vincenzo Marra, Ursula Meier, Vladimir Perisic, Cristi Puiu, Marc Recha, Angela Schanelec, Teresa Villaverde
2013
Heli - fiction d'Amat Escalante
Halbschatten - fiction de Nicolas Wackerbarth
2012
Formentera - fiction d'Ann-Kristin Reyels
Ich liebe dich (I Love You) - film documentaire d'Emine Emel Balci
Domestic - fiction d'Adrian Sitaru
2011
Peak – Über allen Gipfeln - film documentaire de Hannes Lang
Schönheit (Beauty) - film documentaire de Carolin Schmitz
Future Lasts Forever - fiction d'Özcan Alper
Mark Lombardi – Kunst und Konspiration (Mark Lombardi – death defying acts of art and conspiracy) - film documentaire de Mareike Wegener
Die Ausbildung (The Education) - fiction de Dirk Lütter
2010
Our Grand Despair - fiction de Seyfi Teoman
Fondu au noir (Satte Farben vor Schwarz) - fiction de Sophie Heldman
2009
Die Kinder vom Friedrichshof (de) (Children of the Commune) - film documentaire de Juliane Großheim consacré à l'Aktionsanalytische Organisation
2007
Elli Makra – 42277 Wuppertal - fiction d'Athanasios Karanikolas
2006
Hannah - fiction d'Erica von Moeller
Benidorm - court métrage documentaire de Carolin Schmitz
2005
Die große Depression (The Great Depression) - film documentaire de Konstantin Faigle